# ماري أورور
ماري أورور دي ساكس (بالفرنسية: Marie-Aurore de Saxe) هي نبيلة فرنسية وُلِدت في 20 سبتمبر 1748 في باريس وتوفيت في 26 ديسمبر 1821 في نوهانت-فيين. كانت ابنة غير شرعية للماريشال موريس دو ساكس، المشير الشهير والقائد العسكري الفرنسي.

## حياتها
نشأت ماري في بيئة نبيلة لكنها عانت من عدم الاعتراف الرسمي بنسبها لفترة من حياتها. في شبابها، تزوجت من لويس كلود دوبان دي فرانسويل، الذي أصبح لاحقًا رب قصر نوهانت.
عرفت ماري أورور خصوصًا بدورها كجدة ومربية لحفيدتها الشهيرة أمانتين أورو لوسيل دوبان، المعروفة باسم جورج ساند، الروائية الفرنسية الشهيرة. لعبت ماري-أورور دورًا أساسيًا في تربية جورج ساند وترك أثراً كبيراً في حياتها وشخصيتها.

## الإرث
رغم أنها لم تكن شخصية عامة ذات شهرة واسعة، إلا أن ماري-أورور دو ساكس بقيت معروفة في التاريخ الأدبي الفرنسي بسبب تأثيرها العميق على جورج ساند. يظهر اسمها كثيرًا في مذكرات وحكايات جورج ساند التي تحدثت عن تربيتها وعائلتها.